# UNORDER
『UNORDER』(アンオーダー)は、7ORDERのライブ・ビデオ。2021年1月13日に日本コロムビアから発売。

## 概要
7ORDERとしては初の単独ライブとなる「UNORDER」をライブDVD化。新型コロナウィルスの状況も鑑み、無観客で実施された。ビジュアル・アート・デザインチームの「REALROCKDESIGN」が制作を担い、AR技術を使った新たなライブ像を作り上げた。初回限定盤と通常盤の2形態が発売され、いずれもDVD盤とBlu-ray盤が存在する。初回限定盤のみ特典としてチャームが付属する。

### 特典
- 先着特典 - UNORDER CHOPSTICKS[5]

## 収録内容
UNORDER 2020.07.17
- 全形態共通

1. Opening
2. Intro -UNORDER-
3. Make it true
4. Perfect
5. Sabãoflower
6. BOW!!
7. タイムトラベラー
8. Monday morning
9. Rest of my life
10. Love shower
11. Break the system
12. What you got
13. LIFE
14. Break it
15. 27
16. GIRL
17. ＜特典映像＞気配斬り最強王決定戦
18. ＜特典映像＞UNORDER MAKING